# サタナビ!
『サタナビ！』は、2012年4月7日から2013年4月20日まで山陰放送 (BSS) ラジオで放送されていたラジオ番組である。
山陰地方各地の交通情報、天気予報、ニュース、行楽情報、その他の街ネタを伝えていた土曜朝のローカル情報番組。BSSまつりが開催される日には、会場からの中継リポートを入れていた。放送時間は毎週土曜 8:30 - 8:59（日本標準時）。

## パーソナリティ
山陰放送のアナウンサーたちが週替わりで務めていた。
- 板井文昭
- 桑本充悦
- 田中亜矢
- 大田祐樹
- 田中友香理
- 橋本航介